# Nils Bengtsson (Lejonansikte, Bengt Nilssons ätt)
Nils Bengtsson (Lejonansikte, Bengt Nilssons ätt), född på 1300-talet, död på 1300-talet, var en svensk häradshövding.

## Biografi
Nils Bengtsson (Lejonansikte, Bengt Nilssons ätt) var son till Bengt Nilsson (Lejonansikte, Bengt Nilssons ätt) och Birgitta Magnusdotter. Han nämns första gången 1339 och var 1355 häradshövding i Östra härad. under Upproret mot Magnus Eriksson stod han på Folkungarnas sida och nämns sista gången 1 augusti 1364.

### Egendom
Han ägde gods i Norrvidinge härad och Östra härad i Småland. Nils Bengtsson fick 27 mars 1364 alla Håkan Halstensson (Halsten Peterssons ätt) gods av kung Håkan Magnusson.

### Familj
Nils Bengtsson var gift med Petersdotter (Rossviksätten). De fick tillsammans riddaren Bengt Nilsson (Lejonansikte, Bengt Nilssons ätt).
Han gifte sig andra gången 18 augusti 1361 med Katarina Petersdotter, dotter till riksrådet, riddaren Peter Jonsson (Båt, Erengisl Sunassons ätt). Efter Nils Bengtssons död gifte hon om sig med riddaren Birger Knutsson Trolle.